# Lisa Darmanin
Lisa Darmanin (27 de agosto de 1991) é uma velejadora australiana, medalhista olímpica.

## Carreira

### Rio 2016
Lisa Darmanin representou seu país nos Jogos Olímpicos de Verão de 2016, na qual conquistou medalha de prata na classe nacra 17, ao lado de Jason Waterhouse.